# Max Ramírez García
Max Henrry Ramírez García (Tarapoto, 4 de septiembre de 1959) es un político peruano. Fue Presidente del Gobierno Regional de San Martín entre 2003 y 2005.
Nació en Tarapoto, Perú, el 4 de septiembre de 1959 y cursó estudios superiores de ingeniería de minas en la Universidad Nacional de Ingeniería de Lima.
Miembro del Partido Aprista Peruano, su primera participación política se dio en las elecciones regionales del 2002 cuando fue elegido presidente del Gobierno Regional de San Martín por el Partido Aprista Peruano. En el año 2003 fue expulsado del partido debido a una acusación de malversación de los dineros de las arcas regionales que motivó que el presidente Alan García Pérez exigiera su renuncia a al cargo de presidente regional y anunció su expulsión. Ramírez afirmó que la decisión de expulsión era una cortina de humo para ocultar el crimen político en el que estaría involucrado el entonces congresista por San Martín Aurelio Pastor Valdivieso quien habría ordenado el asesinato de Cromwell Villacorta. Fue vacado de este cargo en marzo del 2005 luego de que el Jurado Nacional de Elecciones declarara su vacancia por la causal de inasistencia injustificada a las sesiones ordinarias del consejo regional. Fue reemplazado por su vicepresidente Julio Cárdenas Sánchez. Postuló a la reelección en las elecciones regionales del 2006 quedando en último lugar con sólo el 4.05% de los votos.
Ramírez fue condenado por el delito de cohecho pasivo y pasó un año y diez meses en el Centro Penitenciario Santo Toribio de Mogrovejo de la ciudad de Tarapoto. Salió en libertad condicional en octubre del 2011.